# Turniej Gwiazdkowy 2009
Turniej Gwiazdkowy 2009 – 14. edycja turnieju żużlowego rozgrywanego w Pile, który odbył się 6 grudnia 2009. Zwyciężył Stanisław Burza.

## Wyniki

### Turniej zasadniczy
- Piła, 6 grudnia 2009
- NCD: Grzegorz Knapp - 66,00 w wyścigu 10
- Sędzia: Józef Piekarski

| Msc. | Zawodnik                | Klub         | Pkt |              |  |
| ---- | ----------------------- | ------------ | --- | ------------ |  |
| 1    | (15) Stanisław Burza    | Łódź         | 13  | (3,3,2,2,3)  |  |
| 2    | (11) Paweł Hlib         | Rybnik       | 11  | (3,wu,3,3,2) |  |
| 3    | (10) Grzegorz Knapp     | Grudziądz    | 10  | (2,1,3,3,1)  |  |
| 4    | (1) Marcin Jędrzejewski | Bydgoszcz    | 11  | (3,3,3,2,0)  |  |
| 5    | (16) Jacek Rempała      | Lublin       | 7   | (2,2,2,1)    |  |
| 6    | (5) Maciej Jąder        | Rawicz       | 6   | (3,2,t,1)    |  |
| 7    | (4) Piotr Dziatkowiak   | Rawicz       | 6   | (1,3,2,0)    |  |
| 8    | (12) Kamil Cieślar      | Częstochowa  | 5   | (1,3,1,0)    |  |
| 9    | (14) Łukasz Jankowski   | Poznań       | 4   | (wu,2,2)     |  |
| 10   | (3) Marcel Szymko       | Piła         | 4   | (2,1,1)      |  |
| 11   | (2) Marcin Kozdraś      | Piła         | 3   | (0,1,2)      |  |
| 12   | (9) Norbert Kościuch    | Poznań       | 3   | (0,2,1)      |  |
| 13   | (7) Karol Sroka         | Ostrów Wlkp. | 2   | (2,0,0)      |  |
| 14   | (6) Cyprian Szymko      | Piła         | 2   | (1,0,1)      |  |
| 15   | (8) Wojciech Żurawski   | Piła         | 0   | (0,0,0)      |  |
| 16   | (13) Krzysztof Pecyna   | Piła         | 0   | (t,w,0)      |  |

Bieg po biegu
1. [68,88] Jędrzejewski, M.Szymko, Dziatkowiak, Kozdraś
2. [66,19] Hlib, Knapp, Cieślar, Kościuch
3. [71,00] Jąder, Rempała, C.Szymko, Żurawski
4. [71,59] Burza, Sroka, Pacyna-t, Jankowski
5. [70,47] Jędrzejewski, Rempała, Kozdraś, Żurawski
6. [67,50] Burza, Kościuch, Knapp, Sroka
7. [72,13] Dziatkowiak, Jąder, M.Szymko, C.Szymko
8. [68,32] Cieślar, Jankowski, Pecyna-w2, Hlib
9. [71,03] Jędrzejewski, Kozdraś, C.Szymko, Jąder
10. [66,00] Knapp, Jankowski, Kościuch, Pecyna
11. [71,78] Rempała, Dziatkowiak, M.Szymko, Żurawski
12. [67,66] Hlib, Burza, Cieślar, Sroka

### Klasyfikacja w grupach po części zasadniczej
| Msc. | Zawodnik                | Klub      | Pkt |           |  |
| ---- | ----------------------- | --------- | --- | --------- |  |
| 4    | (1) Marcin Jędrzejewski | Bydgoszcz | 9   | (3,3,3)   |  |
| 5    | (16) Jacek Rempała      | Lublin    | 6   | (2,2,2)   |  |
| 7    | (4) Piotr Dziatkowiak   | Rawicz    | 6   | (1,3,2)   |  |
| 6    | (5) Maciej Jąder        | Rawicz    | 6   | (3,2,t,1) |  |
| 10   | (3) Marcel Szymko       | Piła      | 4   | (2,1,1)   |  |
| 11   | (2) Marcin Kozdraś      | Piła      | 3   | (0,1,2)   |  |
| 14   | (6) Cyprian Szymko      | Piła      | 2   | (1,0,1)   |  |
| 15   | (8) Wojciech Żurawski   | Piła      | 0   | (0,0,0)   |  |

| Msc. | Zawodnik              | Klub         | Pkt |          |  |
| ---- | --------------------- | ------------ | --- | -------- |  |
| 1    | (15) Stanisław Burza  | Łódź         | 8   | (3,3,2)  |  |
| 2    | (11) Paweł Hlib       | Rybnik       | 6   | (3,wu,3) |  |
| 3    | (10) Grzegorz Knapp   | Grudziądz    | 6   | (2,1,3)  |  |
| 8    | (12) Kamil Cieślar    | Częstochowa  | 5   | (1,3,1)  |  |
| 9    | (14) Łukasz Jankowski | Poznań       | 4   | (wu,2,2) |  |
| 12   | (9) Norbert Kościuch  | Poznań       | 3   | (0,2,1)  |  |
| 13   | (7) Karol Sroka       | Ostrów Wlkp. | 2   | (2,0,0)  |  |
| 16   | (13) Krzysztof Pecyna | Piła         | 0   | (t,w,0)  |  |

### Półfinały
1. [71,10] Knapp, Jędrzejewski, Rempała, Cieślar
2. [69,31] Hlib, Burza, Jąder, Dziatkowiak

### Finał
1. [67,63] Burza, Hlib, Knapp, Jędrzejewski